# YES MY LOVE
「YES MY LOVE」（イエス・マイ・ラヴ）は、1982年2月20日に発売された矢沢永吉の11枚目のシングル。

## 背景
表題曲は、矢沢も出演した『'82 コカ・コーラ』CMイメージ・ソングに起用された。CMでは、サビを「YES COKE YES」と歌詞を変更されたバージョンが使用された。

## ディスクジャケット
ジャケットは白一色に文字のみで、中央に穴が空いており、ペーパースリーブに収納したレコードのラベルが見えるようになっている。スリーブの内側には、穴の位置にラベルと同デザインのシールが貼られている。

## 収録曲
- 全作曲：矢沢永吉

1. YES MY LOVE
作詞：ちあき哲也
2. YOKOHAMA FOGGY NIGHT
作詞：西岡恭蔵
  - アルバム『RISING SUN』からのシングルカット。